# Maďarský pohraniční plot

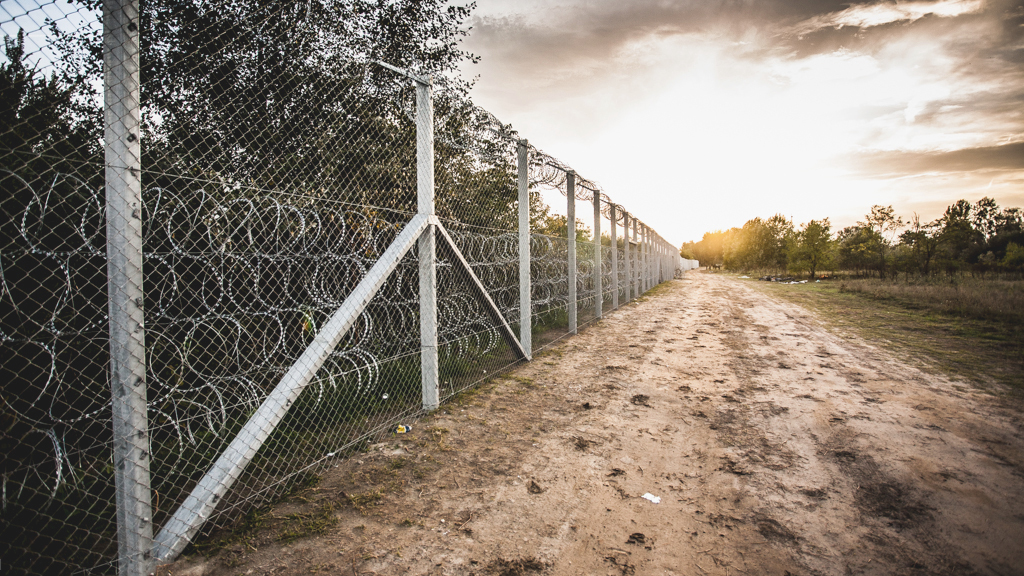
Maďarský pohraniční plot

Maďarský pohraniční plot byl vybudován v létě roku 2015 podél maďarsko-srbské hranice (celkem 175 km) a na podzim téhož roku byl postaven také na části maďarsko-chorvatské hranice, které tou dobou obě byly současně vnějšími hranicemi Schengenského prostoru. Celkové náklady na výstavbu hraničních bariér se pohybovaly ve výši 8,5 mld. maďarských forintů. Jde o reakci maďarské vlády Viktora Orbána na probíhající Evropskou migrační krizi, v jejímž průběhu se Maďarsko ocitlo na Balkánské migrační trase.
Cílem pohraničního plotu je podle oficiálních vyjádření Vikora Orbána legitimizovat příchozí uprchlíky, pro překročení hranice se totiž musí registrovat při průchodu oficiálními přechody. Nicméně vláda nepopírá, že jedním ze zamýšlených důsledků je také snížení množství (vedle intenzity) procházejících migrantů.

## Vznik plotu

Hranice Maďarska se Srbskem a Chorvatskem, která je uzavřená pro migranty (bariéra nebo vodní tok)

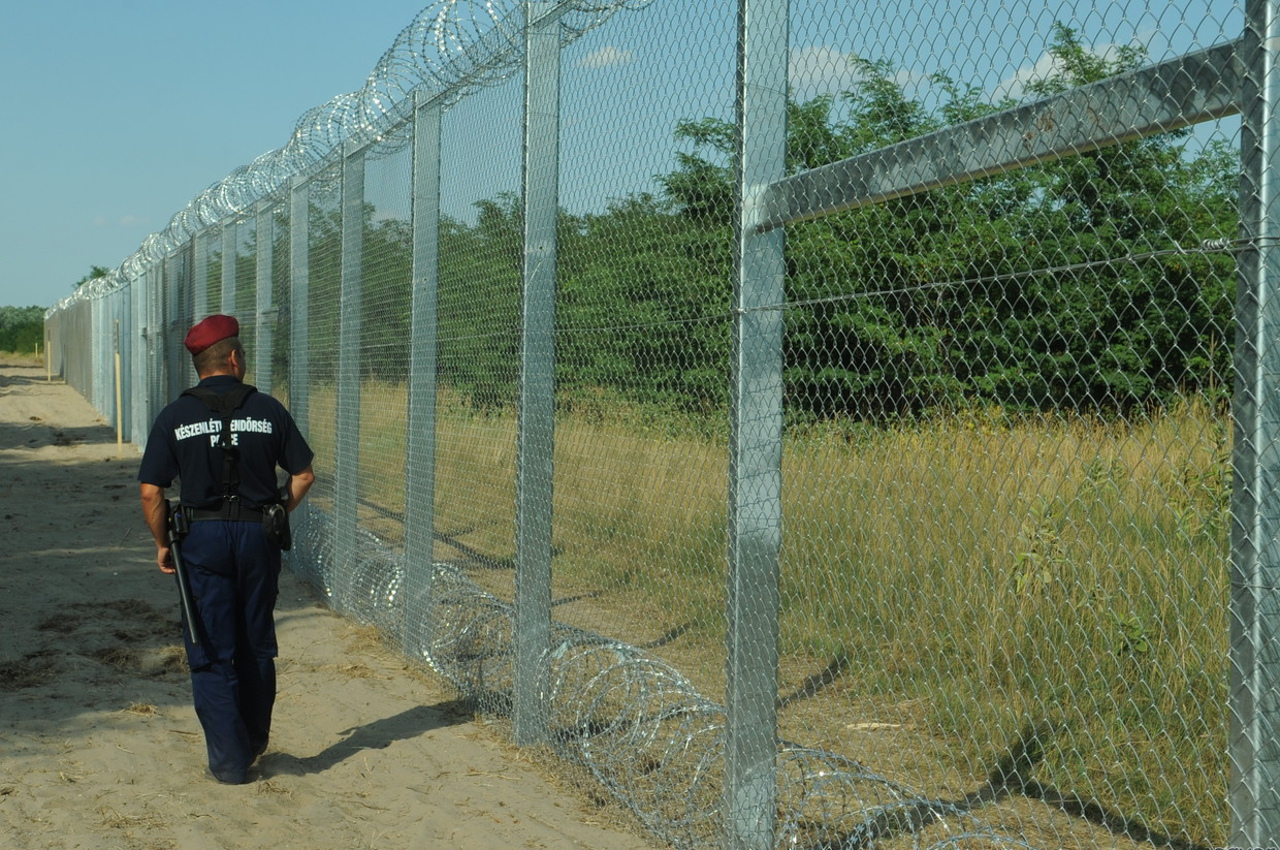
Maďarský policista hlídkuje okolo nově vybudovaného třímetrového plotu

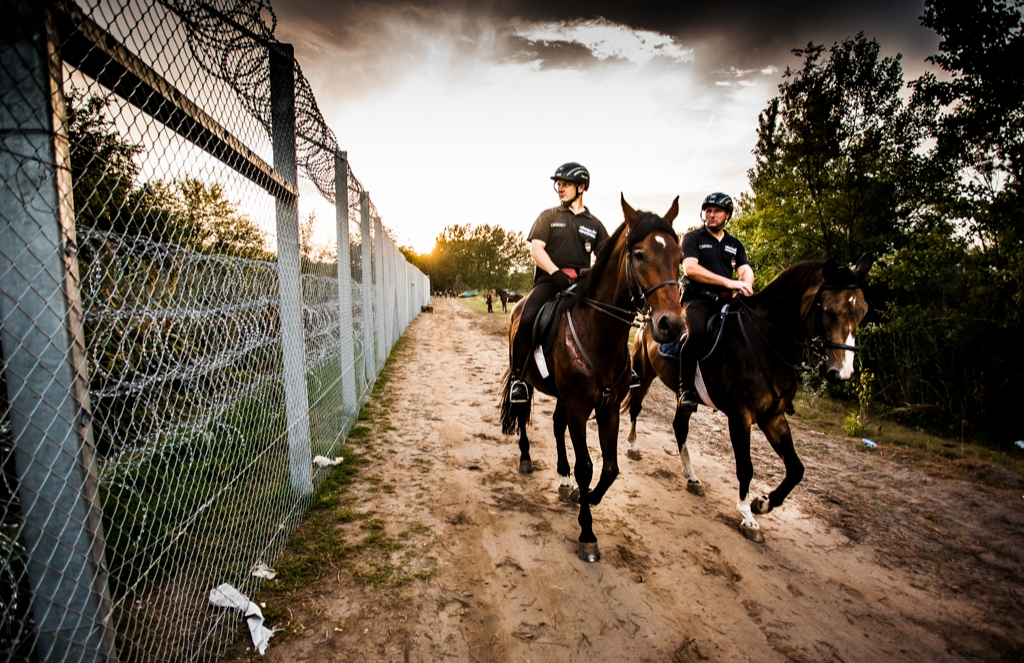
Policisté na koních u dokončeného pohraničního plotu

Maďarská vláda dne 17. června 2015 rozhodla o tom, že způsobem obdobným jako je tomu již na části řecko-turecké nebo na bulharsko-turecké hranici uzavře do té doby volně průchozí hranici mezi Maďarskem a Srbskem. K jejíž ochraně coby vnější hranice Schengenského prostoru zavazuje Maďarsko Schengenská smlouva. Za tímto účelem vydala vláda usnesení č. 1401/2015 o vybudování „dočasného plotu“ v délce 175 kilometrů a s výškou 3–4 metry. Rozpočet na vybudování plotu na maďarsko-srbské hranici se pohyboval ve výši 6,5 miliardy forintů.
Rozhodnutí maďarské vlády v závěru června 2015 o vybudování plotu na hranici se Srbskem překvapilo maďarské sousedy, především Srbsko. V prvních měsících roku 2015 se počet migrantů přicházejících do Maďarska pohyboval v řádech stovkách denně. Během léta 2015 před výstavbou plotu pronikalo přes společnou maďarsko-srbskou hranici denně 1 400–2 000 migrantů. Na přelomu srpna a září dorazila do Maďarska velká migrační vlna a hranici se Srbskem překračovalo denně přes 5 000 migrantů. V polovině září, těsně před dokončením bariéry, překračovalo hranice více než 8 000 imigrantů za jeden den. 
Po dokončení celého plotu a úplném uzavření maďarsko-srbské hranice klesl počet přicházejících migrantů nejprve jen na několik stovek lidí denně. Po několika dnech ale začalo Chorvatsko vozit migranty vlaky a autobusy k chorvatsko-maďarské hranici. Jejich počet strmě narostl a vzhledem k vzrůstajícímu proudu migrantů na Balkánské trase překonal hranici 10 000 lidí denně. Tento fakt pobouřil maďarskou vládu, která pohrozila, že v případě pokračování svážení běženců k maďarským hranicím bude blokovat vstup Chorvatska do Schengenského prostoru. Maďarští představitelé oznámili dne 18. září záměr postavit pohraniční plot o celkové délce několika desítek kilometrů také ve dvou župách na maďarsko-chorvatské hranici, ve kterých tato hranice není tvořena řekami Dráva a Mura.
Hraniční bariéra se pro Maďarsko ukázala jako účinné opatření jak k prevenci nelegální migrace, tak i k redukci celkového množství běženců; vzhledem k přesměrování migrační trasy z maďarského území do jiných států se z několika tisíc migrantů denně snížil od poloviny října počet běženců přicházejících do Maďarska jen na několik desítek lidí denně. Tento radikální pokles přetrvával i během zbytku roku 2015 a prvních měsíců roku 2016. Se střežením maďarsko-srbských hranic pomáhal v průběhu listopadu a prosince 2015 i kontingent 50 českých policistů a také skupina policistů vyslaná Slovenskem.

## Výstavba plotu

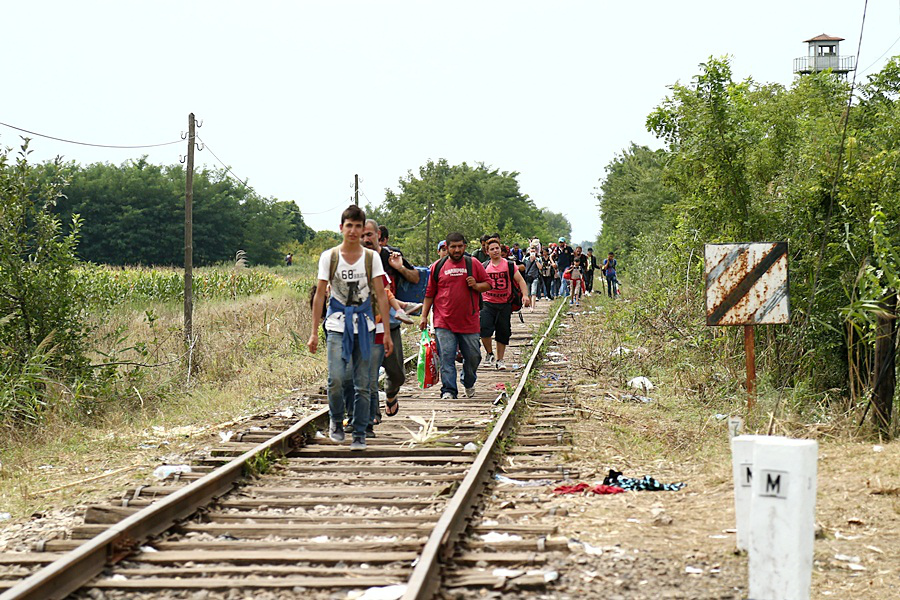
Migranti překračují hranici u města Röszke před stavbou plotu, srpen 2015

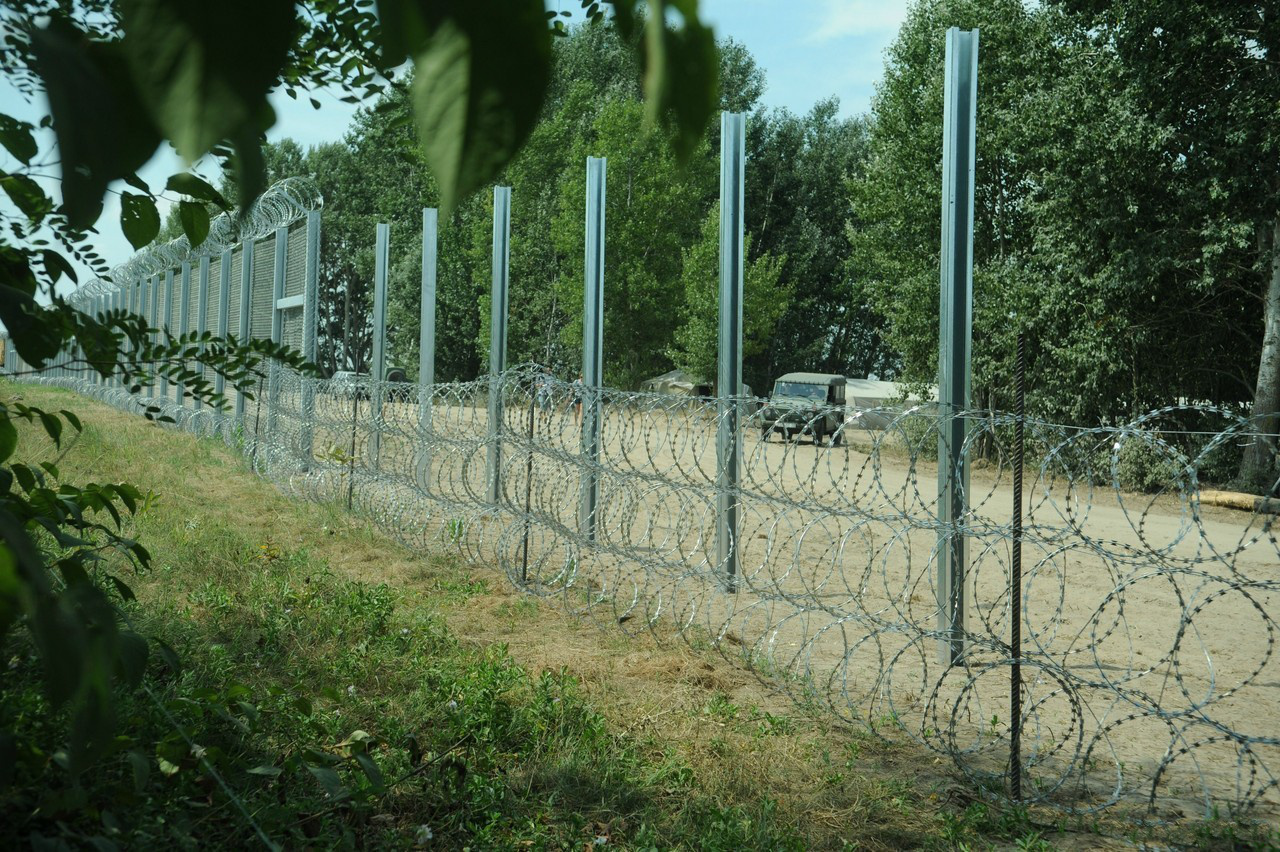
Bariéra ve fázi výstavby

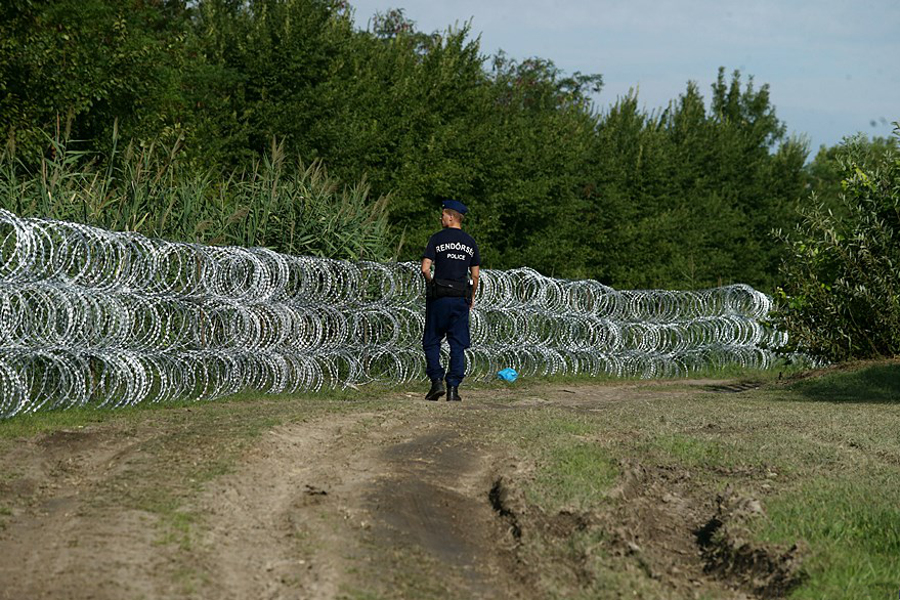
Maďarský policista hlídkuje u zábrany ze žiletkového drátu, konec srpna 2015

První fáze výstavby plotu začala 13. července 2015 a hranice byla plně dokončena ke 14. září téhož roku. Ve snaze plot vybudovat co nejrychleji přijal maďarský parlament urychleně příslušný zákon, vyvlastnil pozemky při hranici se Srbskem a do výstavby nasadil vězně, policisty i armádu. Stavba plotu byla zahájena na několika místech najednou, a postupovala víceméně z východu, kudy přicházelo nejvíce migrantů, a kde se také nacházejí hlavní dopravní tahy se Srbskem, na západ.
Původní termín dokončení plotu byl stanoven nejprve na 30. listopadu 2015, nicméně vzhledem k neustále rostoucímu proudu uprchlíků ze Srbska přes společnou hranici směrem do Budapešti, se maďarská vláda rozhodla výstavbu maximálně urychlit a první část stavby dokončit do 31. srpna. Ve druhé polovině srpna byla dokončena první část projektu, která spočívala v položení žiletkového drátu; poté zbývalo ještě postavit tři až čtyři metry vysokou ohradu za plotem z žiletkového drátu. V rámci výstavby plotu byla rovněž rozšířena i záchytná centra pro zadržené migranty, kteří překročí nelegálně hranici.
Hraniční bariéra se nachází celá na území Maďarska; tvoří ji první linie žiletkového drátu a tři až čtyři metry vysoký pevně ukotvený plot. Ocelové sloupy plotu jsou zakotveny v betonu do hloubky 1,5–2 metry.
Budování pohraniční bariéry se neobešlo bez problémů. Přestože maďarská vláda vyčlenila mimořádné síly i prostředky na její zbudování, okamžitě po natažení první linie žiletkového drátu byl plot opětovně poškozován ze strany migrantů. Ti jej překonávali buď tak, že přes něj hodili deku, a nebo že jej přestříhávali nůžkami na drát. V závěru měsíce srpna, kdy byla budována již druhá linie, sestávající ze tři až čtyři metry vysokého pevně ukotveného plotu, byly v srbském městě Subotica a jeho okolí vyprodány všechny nůžky vhodné k přestříhání plotu a žiletkového drátu (tzv. NATO drátu).
Výstavbu plotu kritizovala řada mezinárodních organizací. Srbská vláda projekt odmítla a zdůraznila, že vláda premiéra Aleksandra Vučiće se staví proti výstavbě jakýchkoliv plotů na srbských hranicích. Do Budapešti poslala z toho důvodu protestní nótu. Některé mezinárodní lidskoprávní organizace, jako např. Úřad vysokého komisaře OSN pro uprchlíky, projekt plotu odsoudily s odůvodněním, že budou uprchlíci vystaveni větším rizikům překupníků a pašeráků lidí. Kritika ze zahraničí se rovněž soustředila na fakt, že bylo očekáváno přesměrování hlavního imigračního proudu na území Chorvatska nebo Rumunska. Maďarská vláda v reakci na útoky migrantů na budovaný pohraniční plot zpřísnila dohled nad staveništěm; do pohraniční oblasti se Srbskem vyslala několik tisíc policistů. Některé země Evropské unie zvážily možnost pomoci maďarským pohraničním složkám.
Plot byl na několika místech přerušen z důvodu vedení železničních tratí, které překonávají maďarsko-srbskou hranici. Právě tyto tratě sloužily uprchlíkům a ekonomickým migrantům k překračování hranice. Maďarsko se z tohoto důvodu rozhodlo v polovině září plot doplnit speciálními branami, které se budou otevírat pouze tehdy, bude-li se blížit vlak, který by měl překročit hranici. Ještě před výstavbou bran zablokovali Maďaři volný koridor na trati Subotica-Szeged pomocí nákladního vozu obtaženého žiletkovým drátem. 

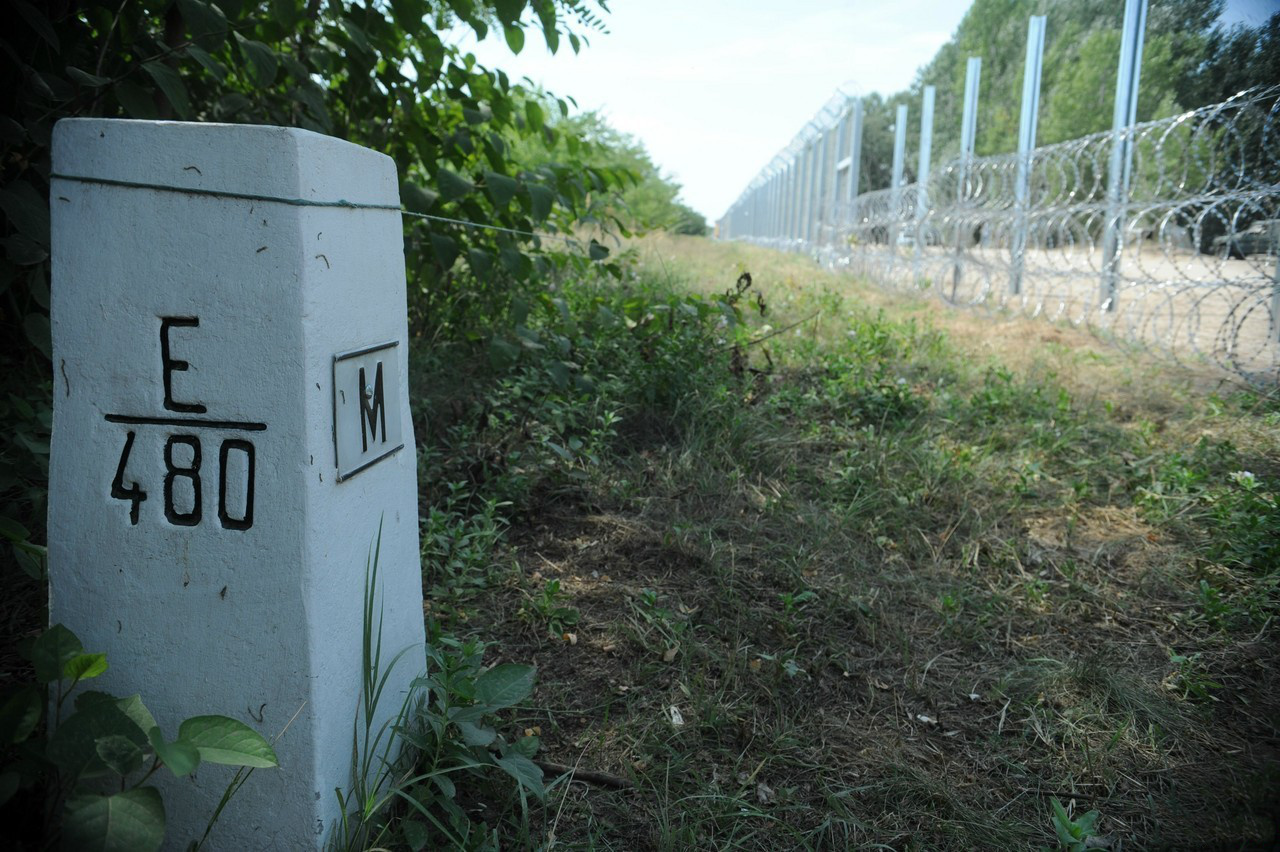
Plot se nachází kompletně na území Maďarska (zde ještě ve výstavbě)

V průběhu pondělí 14. září 2015 byla druhá etapa výstavby plotu dokončována. Na zbývajících místech, kde nebyl ještě mezi jednotlivými ocelovými sloupy natažen tří- až čtyř- metrový plot, a přes které přecházeli migranti, začaly hlídkovat zesílené policejní jednotky. Ještě téhož dne se jim podařilo zastavit všechny příchozí uprchlíky a nasměrovat je k silničnímu hraničnímu přechodu v Röszke, kde Maďarsko imigranty přijímá. Před půlnocí téhož dne byl na poslední volný úsek představující několik metrů v kolejišti železniční trati v blízkosti města Röszke, přisunut nákladní vagón s konstrukcí z ostnatého drátu. Tento počin sledovalo mnoho zástupců mezinárodního tisku a také velké množství televizních stanic. Od 15. září nabyl účinnosti také nový paragraf maďarského trestního zákoníku, podle kterého je každý nelegální průnik pohraničním plotem kvalifikován jako trestný čin, za který může následovat trest odnětí svobody až na tři roky, v případě poškození plotu až na pět let. Od tohoto dne nebylo kvůli hotovému plotu po celé délce hranice možné nelegálním způsobem překročit maďarské hranice. Plot začali ve velkém množství hlídat také jednotky maďarské armády a hlídkovaly kolem něj i vojenské helikoptéry. Nad samotným plotem byl také uzavřen vzdušný prostor.

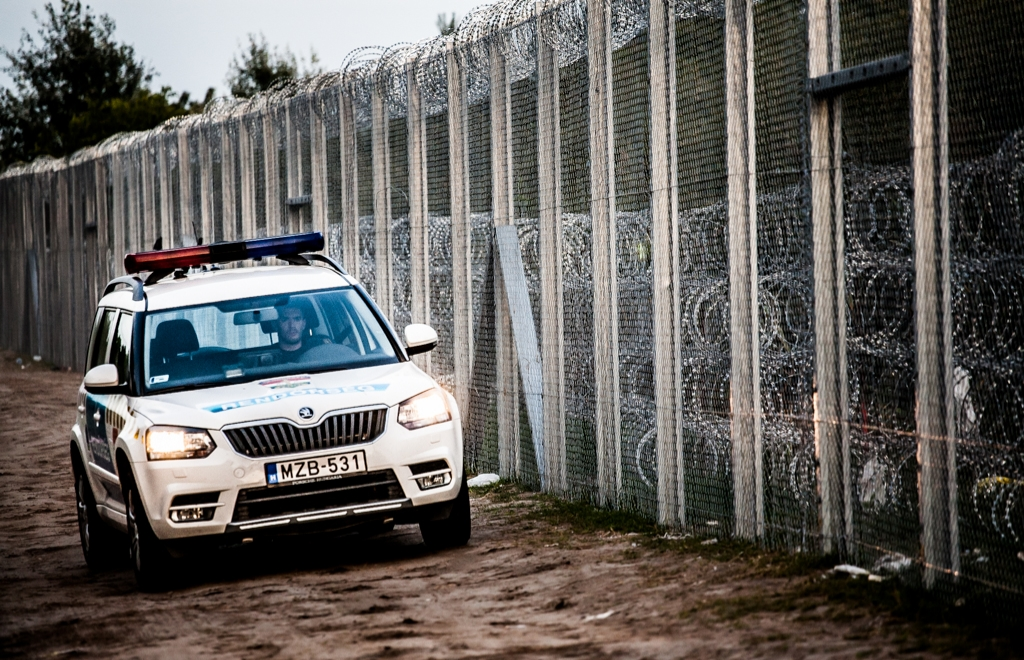
Policisté kontrolují hotovou hraniční bariéru

Žadatele o azyl v Maďarsku od tohoto dne čekalo zrychlené řízení, které probíhá ve speciálních kontejnerech umístěných přímo na hranici se Srbskem. U dálnice na hranici bylo několik kontejnerů, do nichž migranti po jednom vchází dveřmi ze srbské strany. Pokud je žádost zamítnuta, migrant je vrácen na území Srbska, v opačném případě je vpuštěn do Maďarska.
Den po uzavření hranic se Srbskem, 16. září 2015, došlo u hraničního přechodu Horgoš – Röszke k incidentu. Za plotem se shromáždil velký dav migrantů, který házel na maďarské policisty kameny a kusy dřeva. Podařilo se jim strhnout část plotu a dali policii hodinové ultimátum, aby je vpustila do země. Proti tomuto davu zasáhla maďarská policie slzným plynem a vodními děly, aby jej od plotu odtlačila. Mnoho osob, mezi nimi i děti, bylo zraněno. Hraniční přechod zůstal do 20. září zcela uzavřen, poté byl obnoven provoz.
Maďarsko chystalo i další opatření na hranicích. Ministr zahraničí Péter Szijjártó dne 15. září 2015 informoval, že vláda zahájila přípravné práce na možnou výstavbu plotu u hranic s Rumunskem, ovšem jen na kratším úseku od společných hranic se Srbskem. Maďarští představitelé opakovaně avizovali připravenost zahájit výstavbu plotu na hranici s Rumunskem v případě přesunutí Balkánské trasy migrantů do Rumunska.
Balkánská migrační trasa se ale přesunula ze Srbska západním směrem do Chorvatska. Maďarsko uzavřelo sedm z osmi hraničních přechodů s Chorvatskem a vyslalo na hranice armádu. Samotná výstavba plotu byla zahájena dne 18. září 2015. Na jeho stavbě se podílelo v rámci mimořádného cvičení přes 4 000 maďarských vojáků a také vězni a nezaměstnaní. K dokončení plotu došlo 15. října a maďarsko-chorvatská hranice byla úplně uzavřena dne 17. října. Chorvati začali následně vozit migranty namísto Maďarska do Slovinska.